# Etihad Airways
 (транскр.  Етихад ервејз) (арап.  []) национална је авио-компанија Уједињених Арапских Емирата. Седиште авио-компаније је у Абу Дабију, главном граду Уједињених Арапских Емирата.
Етихад редовно саобраћа до Блиског истока, Европе, Индије, Северне Америке, Далеког истока, Африке и Океаније. Базиран је на Аеродром Абу Даби.
Током 2008. године са Етихадом је летело више од шест милиона путника, знатно повећање у односу на 340.000 путника током прве пуне године у саобраћају 2004.

## Историја
је компанија која је основана као национа авио-компанија Уједињених Арапскиих Емирата у јулу 2003. године. Почела је да лети у новембру исте године, до Ал Аина, 5. новембра 2003. а до Бејрута од 12. новембра 2003. Већ неколико месеци од првог лета отварала је по једну нову дестинацију сваког месеца.
У јуну 2004. Етихад је по први пут полетео од УАЕ до Женеве, а до Брисела и Торонтоа у октобру 2005. У јуну 2004. Етихад је поручио нове авионе: пет авиона типа Боинг 777-300ЕР и 24 Ербасова авиона укључући четири авиона типа Ербас А380-800.

## Редовне линије
Од марта 2009. авиони Етихада саобраћају до 52 дестинације а Етихад кристал карго до 10 дестинација у 38 земаља света.
| Одредишта         | Учесталност (летова недељно) | Авион          | Почетак         | Белешке               | Извори                                      |
| ----------------- | ---------------------------- | -------------- | --------------- | --------------------- | ------------------------------------------- |
| Астана, Казакстан | 1                            | Ербас А319-100 | мај 2009.       |                       | Архивирано на веб-сајту (28. новембар 2020) |
| Атина, Грчка      | 3                            | Ербас А320-200 | јун 2009.       | 7 (дневно) од 2010.   |                                             |
| Истанбул, Турска  | 4                            | Ербас А320-200 | јун 2009.       |                       | [ мртва веза ]                              |
| Ларнака, Кипар    | 3                            | Ербас А320-200 | јун 2009.       |                       | [ мртва веза ]                              |
| Чикаго, САД       | 3                            | Ербас А340-500 | септембар 2009. | 7 (дневно) од октобра |                                             |

## Код-шер сарадња
има код-шер сарадњу са следећим компанијама:
- ACP Rail International (железница)
- Aegean Airlines
- Aer Lingus
- Аерофлот[3]
- Aerolíneas Argentinas
- Air Astana
- airBaltic[4][5]
- Air Canada
- Air Europa
- Air France
- Air Malta[6]
- Air New Zealand
- Air Serbia
- All Nippon Airways
- Asiana Airlines
- Avianca
- Azerbaijan Airlines[7]
- Bangkok Airways[6]
- Belavia
- Brussels Airlines
- China Eastern Airlines
- Czech Airlines
- EgyptAir[8]
- El Al[9]
- Garuda Indonesia[10]
- Gulf Air[11]
- Hong Kong Airlines
- ITA Airways[12]
- JetBlue
- Kenya Airways
- KLM
- Korean Air
- Kuwait Airways
- Lufthansa[13]
- Malaysia Airlines
- Middle East Airlines
- Montenegro Airlines
- Oman Air
- Pakistan International Airlines[14]
- Precision Air
- Royal Air Maroc
- Royal Jordanian
- Scandinavian Airlines
- Saudia[15]
- SNCF (железница)[16]
- SriLankan Airlines
- Swiss International Air Lines
- Turkish Airlines
- TAP Air Portugal
- Vietnam Airlines[6]
- Virgin Australia

## Флота
Флота Етихад ервејза састоји се од следећих авиона (октобар 2015):
| Авион           | У саобраћају | Поручених | Опције | Право на додатне авионе | Седиште (Дијамант/Бисер/Корал) | Одредиште | Улазак у саобраћају |
| --------------- | ------------ | --------- | ------ | ----------------------- | ------------------------------ | --- | ------------------- |
| Боинг 777-200LR | 5            | —         | —      | —                       | 237 (8/40/189)                 | Дуголинијско |                     |
| Боинг 777-300ЕR | 25           | —         | 12     | 5                       | 380 (0/40/340) 412 (0/28/384)  | Бангкок-Суварнабуми, Бризбејн, Јоханезбург, Куала Лумпур-Сепанг, Лондон-Хитроу, Манчестер, Манила, Ријад, Сингапур, Франкфурт, Џакарта, Џида | Саобраћај           |
| Боинг 777-8     | 0            | 8         | 0      | 0                       |                                | Дуголинијско |                     |
| Боинг 777-9     | 0            | 17        | 0      | 0                       |                                | Дуголинијско |                     |
| Боинг 787-9     | 5            | 36        | 25     | 10                      |                                | Дуголинијско | Саобраћај           |
| Боинг 787-10    | 0            | 30        | 12     |                         |                                | Дуголинијско |                     |
| Ербас А319-100  | 2            | 0         | 0      | 0                       | 106 (0/16/90)                  | Алмати, Астана, Бејрут, Дамаск, Доха, Минск, Мумбај, Маскат | Саобраћај           |
| Ербас А320-200  | 23           | 0         | 18     | 15                      | 136 (0/16/120) 162 (0/0/162)   | Аман, Атина, Бејрут, Бахрејн, Дамам, Дамаск, Делхи, Доха, Исламабад, Истанбул-Ататурк, Картум, Козикоде, Кочи, Ларнака, Москва-Домодедово, Мумбај, Маскат, Пешавар, Техеран-Имам Хомеини, Тривандрум, Ченај                                                          | Саобраћај           |
| Ербас А320нео   | 0            | 10        | 0      | 0                       |                                | |                     |
| Ербас А321-200  | 9            | 1         | 0      | 0                       | 174 (0/12/162)                 | | 2013                |
| Ербас А321нео   | 0            | 26        | 0      | 0                       |                                | |                     |
| Ербас А330-200  | 21           | 0         | 0      | 0                       | 262 (0/22/240)                 | Бангкок-Суварнабуми, Бахрејн, Бејрут, Брисел, Даблин, Дака, Делхи, Женева, Јоханезбург, Казабланка, Карачи, Катманду, Куала Лумпур-Сепанг, Лондон-Хитроу, Манчестер, Милано-Малпенса, Минхен, Мумбај, Маскат, Париз-Шарл де Гол, Пекинг-Капитал, Сингапур, Франкфурт | Саобраћај           |
| Ербас А330-300  | 6            | 0         | 0      | 0                       | 231 (8/32/191)                 | Средњодуголинијско | Саобраћај           |
| Ербас А340-500  | 3            | 0         | 0      | 0                       | 240 (12/28/200)                | Лахор, Лондон-Хитроу, Минхен, Њујорк-JFK, Париз-Шарл де Гол, Сиднеј, Торонто-Пирсон, Франкфурт, Чикаго-О'Хер | Саобраћај           |
| Ербас А340-600  | 7            | 0         | 0      | 0                       | 292 (12/32/248)                | Каиро, Лондон-Хитроу, Мелбурн-Таламарин, Минхен, Њујорк-JFK, Париз-Шарл де Гол, Сиднеј, Торонто-Пирсон | Саобраћај           |
| Ербас А350-900  | 0            | 40        | 0      | 0                       |                                | Дуголинијско | 2017                |
| Ербас А350-1000 | 0            | 22        | 25     | 15                      |                                | Дуголинијско | 2017                |
| Ербас А380-800  | 5            | 5         | 5      | 5                       | 498 (11/70/417)                | Лондон | 2014                |
| Укупно          | 111          | 195       | 87     | 50                      |                                | |                     |